# Evermannellidae
Famille
Les Evermannellidae forment une famille de poissons abyssaux de l'ordre des Aulopiformes.

## Liste des genres
Selon ITIS (14 août 2010) et World Register of Marine Species (19 août 2025) :
- genre Coccorella Roule, 1929
- genre Evermannella Fowler, 1901
- genre Odontostomops Fowler, 1934